# اعترافات امرأة (فلم)
اعترافات امرأة هو فيلم مصري من إنتاج عام 1971، إخراج سعد عرفة، تأليف سعاد زهير، سعيد مرزوق، بطولة صلاح ذو الفقار، نادية لطفي، كمال الشناوي.

## القصة
عانت نادية من قسوة والدها في الصغر وخلافاته مع امها واعتداءه الدائم عليها، وطرده لها من المنزل. تعرفت ناديه في فترة مراهقتها على الرسام عصام، ووقعت في حبه وحاول اغتصابها، ولكنها تمكنت من الهرب وأصبح عندها عقدة نفسية. بعد تخرجها من الجامعة وأثناء عملها في مكتب محامي التقت برجل الأعمال حسين وحدث تقارب وقَبِلت الزواج منه، إلا انها فشلت في حياتها الزوجية، مما دفع حسين للإنفصال عنها، واستقبلت ناديه الامر وكأن حمل ثقيل زال عن كاهلها. ثم انضم الوافد الجديد أحمد إلي مكتب المحامي الذي تعمل به نادية والذى أُعجبت به من أول نظرة وأسرها بوسامته ثم سافرت معه إلى أسوان في رحلة عمل، وطلب أحمد من نادية ان تفتح له قلبها، ففتحت قلبها له ولكن بتحفظ شديد، وقضت ناديه مع أحمد أجمل أيام حياتها في أسوان ووقعت في حبه ولكنها كانت ماتزال تعانى من عقدتها القديمة، وتصادف التقاءها بحبيبها السابق عصام فهربت منه. عادت نادية وحدها إلي القاهرة وهي تفكر في أحمد ولكنها قررت ان تبحث عن طبيب نفسى يتولى علاجها حتي تتمكن من الارتباط بأحمد ومواصلة حياتها.

## الممثلون
- صلاح ذو الفقار بدور أحمد
- نادية لطفي بدور نادية
- كمال الشناوي بدور حسين
- ليلي طاهر بدور صفية
- محمود المليجي بدور والد نادية
- علية عبد المنعم والدة نادية
- عبد الرحيم الزرقاني بدور فريد
- عبد الرحمن أبو زهرة بدور عادل
- عماد محرم بدور راقص الحفلة النوبية
- حسن عبد السلام بدور عصام
- نيفين نور الدين بدور الطفلة نادية
- محمد حمام مطرب الحفلة النوبية